# Fotbollsskola
En fotbollsskola är en kurs i att spela fotboll. Med fotbollsskola kan i Sverige avses dels grundläggande nybörjarträning för barn som är för unga för att spela i årslag, dels sommarläger för barn- och ungdomsspelare..
Elitklubbar kan olika former av fotbollsakademier som är elitsatsningar med träning på hög nivå för unga spelare, antingen i kombination med studier eller arbete eller på heltid. Det är en vanlig företeelse i exempelvis England. 